# 郭婷婷 (藝人)
郭婷婷（1978年11月4日—），藝名原為婷婷，現為渟渟，台灣女藝人，畢業於士林高級商業職業學校。1997年拍攝廣告片出道，1999年曾與周幼婷、林韋伶組成少女團體「3EP美少女」，並成為滾石唱片舉辦的美少女網路票選活動第一名。雀屏中選的郭婷婷，在滾石唱片的幫助下順利推出了個人專輯，並且往戲劇方面發展。2010年，由於藝名為「婷婷」的藝人太多，郭婷婷就把自己的藝名改為水字邊的渟渟。2012年，郭婷婷被爆出在居酒屋打工，並希望重返演藝圈。
台灣壹週刊於2019年採訪婷婷，當時婷婷在設計師溫慶珠開設之中式餐廳FIFI擔任招待工作，訪談中提及2012年半隱退，曾經負債新台幣60萬元並有恐慌症，是宗教改變了她。

## 主持作品

### 電視節目
- 2001 台灣電視公司《旗開得勝少年兵團》
- 2002 中國電視公司《數位遊戲王》

## 演出作品

### 電視劇
- 2009年《日落之前愛上你》飾周麗彤[10]
- 2009年《木蘭花》
- 2008年《三明治先生》飾安琪拉
- 2007年《魔劍生死棋》飾拜玉兒
- 2006年《硯道》飾陸蓉蓉
- 2005年《雙璧傳說》飾楊語嫣
- 2004年《靚女郎》飾金巧莉
- 2003年《牽手向明天》(大陸劇名《真情歲月》)飾曾淑玲
- 2002年《時來運轉》飾田蜜蜜
- 2002年《天下無雙》飾艾藍
- 2002年《名揚四海》飾林燕如
- 2001年《貞女烈女豪放女》飾方瑾

### MV
- 1999《All Right》3EP美少女大戰曲目2[11]

## 廣告
- 2007年 愛之味「莎莎亞椰奶」
- 2003年 華歌爾 「曼波美臀褲系列」、「V機密低腰無痕褲」
- 1999年 黑松公司「歐香法式咖啡」
- 1999年 誠泰商業銀行「HELLO KITTY信用卡」
- 1999年 台灣留蘭香「青箭口香糖」（和言承旭一起拍攝）
- 1998年 統一企業「統一多果汁」（警察篇）[3]

## 音樂作品

### 專輯
- 2004《快樂》（《靚女郎》插曲）
- 1999《分手剪刀》單曲EP[1]
- 1999《愛的勝利》[1]

## 外部連結
- 郭婷婷的Facebook專頁
- 郭婷婷的Instagram帳戶